# نف
نف (به آلمانی: Neef) یک شهر در آلمان است که در کوخم-تسل واقع شده‌است. نف ۴۹۹ نفر جمعیت دارد.